# Атран, Скотт
Скотт Атран (англ. Scott Atran; род. 6 февраля 1952) — американский и французский антрополог, директор по исследованиям в области антропологии в Национальном центре научных исследований в Париже, старший научный сотрудник Оксфордского университета в Англии, проводит исследования по социологии в Колледже уголовного правосудия Джона Джея в Нью-Йорке, приглашённый профессор по психологии и государственной политике в Мичиганском университете. Сооснователь компании ARTIS (занимается исследованиями и моделированием рисков). Член НАН США (2022).
Ведёт свою колонку в The Guardian.

## Образование
Скотт Атран получил докторскую степень в области антропологии в Колумбийском университете. Кроме того, получил степень магистра по социальным отношениям в Университете Джонса Хопкинса. Во время работы в Американском музее естественной истории его научным руководителем была Маргарет Мид.

## Работа, исследования и карьера
Скотт Атран преподавал в Кембриджском университете (Англия), Еврейском университете (Израиль), и Высшей школе социальных наук (Франция).
Скотт Артан работал с Советом Безопасности ООН и был задействован в конфликтных переговорах на Ближнем Востоке.
Также он принимал участие в собрании Всемирной федерации учёных постоянного мониторинга терроризма и в заседании Конгресса США и Совета национальной безопасности в Белом доме, и был одним из первых критиков американской интервенции в Ираке и усиления участия в Афганистане".

## Исследования
Скот Аттран начинал свою работу с исследований в Гватемале, Мексике и США, изучая экологическое мышление и принципы принятия решений среди майя и других коренных американцев.
Затем увлёкся темой терроризма и больше трёх с половиной десятилетий посвятил полевым исследованиям на Ближнем Востоке, Центральной и Южной Азии. Он изучал судебные процессы над террористами-смертниками, общался с их родственниками, встречался с представителями ХАМАС, брал интервью у организаторов взрывов на Бали в 2002, расследовал сеть связей с атаками в поездах Мадрида в 2004 и проводил исследования в поисках решения конфликта между Израилем и Палестиной. Целью этого исследования было создание новых теоретических и практических рамок для переговоров и сотрудничества. Полученные результаты этих он опубликовал в книге «Разговаривая с врагом».
Изучение народов сквозь призму конфликтов и через встречи с их лидерами предполагает, что понимание сакральных ценностей оппонента может преподнести удивительные возможности для прорыва к миру или по крайней мере к уменьшению жестокой борьбы между группами.Скот Аттран

### Автор
- Fondements de l’histoire naturelle Bruxelles: Editions Complexe, 1986. Pp. 244. ISBN 2-87027-180-8[15]
- Cognitive Foundations of Natural History: Towards an Anthropology of Science Cambridge University Press, 1993 ISBN 978-0-521-43871-1[16]
- In Gods We Trust: The Evolutionary Landscape of Religion Oxford University Press, 2002; ISBN 978-0-19-803405-6[17]
- Talking to the Enemy: Faith, Brotherhood, and the (Un)Making of Terrorists HarperCollins, 2010; ISBN 978-0-06-202074-1[18]
- L’Etat islamique est une révolution Les Liens Qui Libèrent Editions, 2016; ISBN 979-1020903983
- Атран С. Разговаривая с врагом. Религиозный экстремизм, священные ценности и что значит быть человеком = Talking to the Enemy: Violent Extremism, Sacred Values, and what it Means to be Human / Пер. с англ. Н. Подунова. — М.: Карьера Пресс, 2016. — 608 с. — 1000 экз. — ISBN 978-5-00074-038-5.

### Соавтор и редактор
- Histoire du concept d’espece dans les sciences de la vie, ed. (1987)
- Folkbiology, ed. with Douglas Medin (1999)
- Plants of the Peten Itza' Maya, with Ximena Lois and Edilberto Ucan Ek (2004)
- The Native Mind and the Cultural Construction of Nature, with Douglas Medin (2008)
- Values, Empathy, and Fairness Across Social Barriers. ed., Annals of the New York Academy of Sciences, with Oscar Vilarroya, Arcadi Navarro, Kevin Ochsner and Adolf Tobena (2009)